# دزدان دریایی کارائیب: پایان جهان
دزدان دریایی کارائیب: پایان جهان (به انگلیسی: Pirates of the Caribbean: At World's End) سومین فیلم از مجموعه فیلم‌های دزدان دریایی کارئیب است که در سال ۲۰۰۷ منتشر شد. این فیلم همانند دو فیلم دیگر در ژانر تخیلی و ماجراجویانه‌است.این فیلم یکی از پر هزینه ترین فیلم های تاریخ سینما است .

## داستان
فیلم در پایان جهان از سری پنج‌گانه دزدان دریایی کارائیب است که گور وربینسکی کارگردان و جری بروکهایمر تهیه‌کنندگی آن را بر عهده داشتند. شرکت والت دیزنی به دلیل استقبال زیاد مردم جهان از این مجموعه فیلم، قسمتی را در پارک‌های دیزنی‌لند به این فیلم اختصاص داد.
این فیلم که ادامه فیلم قبلی است درست از جایی شروع می‌شود که فیلم ۲ تمام شد. کاپیتان باربوسا و الیزابت سوآن و ویل ترنر به همراه سایر دزدان برای نجات جک اسپارو به سنگاپور رفته‌اند تا از کاپیتان سئوفنگ کشتی به همراه خدمه بدست بگیرند و تا پایان دنیا بروند نقشه ای که کاپیتان سئوفنگ دارد در یافتن جک به آن‌ها کمک می‌کند در حالی که ان‌ها در حال گفتگو هستند افراد بکت به آن جا حمله می‌کنند و عده زیادی را می‌کشند سئوفنگ به ان‌ها کمک می‌کند ویل و الیزابت و باربوسا همراه با تیا دالما و دزدان دیگر و عده ای از افراد سئوفنگ به دنبال جک می‌روند و موفق می‌شوند و جک و مروارید سیاه را نجات می‌دهند. سپس سئوفنگ حمله می‌کند و جک را می‌گیرد و به بکت تحویل می‌دهد جک فرار می‌کند و به کشتی بازمی‌گردد در همین حال باربوسا الیزابت را به عنوان کلیپسو به سئوفنگ می‌دهد سپس به کشتی او حمله می‌شود و او می‌میرد و قدرت و جایگاهش را به الیزابت می‌دهد سپس جک و باربوسا و الیزابت و دزدان دریایی دیگر در مجمعی به نام مجمع برادران جمع می‌شود تا در مورد مشکل مشترکشان یعنی بکت گفتگو کنند متأسفانه هر کس نظری می‌دهد بنابراین ان‌ها تصمیم به رای‌گیری می‌کنند و الیزابت به عنوان پادشاه انتخاب می‌شود و دستور می‌دهد تا همه برای جنگ با بکت آماده شوند طی این زمان جک ویل را همراه با قطب‌نمای خود پیش بکت و دیوی جونز می‌فرستد ویل هم با ان‌ها صحبت می‌کند و سپس ویل و بکت و دیوی جونز و باربوسا و جک و الیزابت همه در جزیره ای جمع می‌شوند و الیزابت به عنوان پادشاه جک را به بکت و دیوی جونز تحویل می‌دهد و با ویل از آن جا می‌رود هنگامی که وارد کشتی می‌شوند باربوسا کلیپسو را آزاد می‌کند تا شاید به ان‌ها کمک کند اما هیچ نتیجه ای نمی‌دهد سپس جنگ آغاز می‌گردد و در حین جنگ الیزابت و ویل توسط باربوسا با هم ازدواج می‌کنند در این حین جک تلاش می‌کند که قلب را به دست آورد الیزابت با دیوی جونز مبارزه می‌کند اما شکست می‌خورد اما ویل به کمک او می‌آید و او را نجات می‌دهد اما دیوی جونز او را می‌کشد جک که قلب و چاقو را در دست دارد ان را به دست ویل می‌دهد تا ویل به قلب خنجر زند تا شاید نجات یابد سپس او و الیزابت به مروارید بازمی‌گردند بکت که آماده برای جنگ و کشتنان هاست که ناگهان داچمن پرنده از زیر اب بیرون می‌آید و ویل را به عنوان کاپیتان کشتی نشان می‌دهد داچمن و مروارید از دو طرف با کشتی بکت شلیک کرده و او را نابود می‌سازند در پایان ویل طبق قرارداد کشتی دیوی جونز، ناخدا می‌شود، الیزابت سوآن به خشکی بر می‌گردد، کاپیتان باربوسا دوباره مروارید سیاه را می‌دزدد و جک باردیگر با یک قایق بادبانی آواره دریاها می‌شود.

## بازیگران
- جانی دپ (جک اسپارو)
- اورلاندو بلوم (ویل ترنر)
- کیرا نایتلی (الیزابت سوآن)
- جفری راش (باربوسا)
- جک داونپورت (نرینتون)
- بیل نای (دیوی جونز)
- چو یون فات (سئو فنگ)
- کوین مک‌نالی (گیبز)
- تام هالندر (کاتلر بکت)
- استلان اسکاشگورد (بیل چکمه‌ای)
- جاناتان پرایس (وتربی سوآن)